# قائمة المتاحف في قطر
هذِهِ قائمةُ المتاحِف في قطر.

## متاحف قطر
- المتحف العربي للفن الحديث
- متحف الفن الإسلامي
- المتحف الوطني (تاريخ الافتتاح التقديري ديسمبر 2018)[1]
- متحف المستشرقين (أيضًا مع عدم وجود إشارة إلى تاريخ الافتتاح المحتمل)[2]
- متحف قطر الوطني (من المقرر استبداله في ديسمبر 2018)[1]
- متحف قطر الأولمبي والرياضي
- متحف فيصل بن قاسم آل ثاني
- متحف السلاح

## وصلات خارجية
- لمتاحف قطر